# Standardskalarprodukt

Das reelle Standardskalarprodukt kann als Produkt eines Zeilenvektors mit einem Spaltenvektor angesehen werden.

Das Standardskalarprodukt oder kanonische Skalarprodukt (manchmal auch „euklidisches Skalarprodukt“ genannt) ist das in der Mathematik normalerweise verwendete Skalarprodukt auf den endlichdimensionalen reellen und komplexen Standard-Vektorräumen {\displaystyle \mathbb {R} ^{n}} bzw. {\displaystyle \mathbb {C} ^{n}}. Mit Hilfe des Standardskalarprodukts lassen sich Begriffe wie Winkel und Orthogonalität vom zwei- und dreidimensionalen euklidischen Raum auf höhere Dimensionen verallgemeinern. Wie jedes Skalarprodukt ist das Standardskalarprodukt eine positiv definite symmetrische Bilinearform (im komplexen Fall hermitesche Sesquilinearform) und invariant unter orthogonalen bzw. unitären Transformationen. Die vom Standardskalarprodukt abgeleitete Norm ist die euklidische Norm, mit deren Hilfe sich dann Begriffe wie Länge und Abstand in höherdimensionalen Vektorräumen definieren lassen.

## Reelles Standardskalarprodukt

### Definition
Das Standardskalarprodukt zweier reeller Vektoren {\displaystyle x,y\in \mathbb {R} ^{n}} mit {\displaystyle x=(x_{1},x_{2},\dotsc ,x_{n})^{\mathsf {T}}} und {\displaystyle y=(y_{1},y_{2},\dotsc ,y_{n})^{\mathsf {T}}} ist definiert als
{\displaystyle \langle x,y\rangle :=x_{1}y_{1}+x_{2}y_{2}+\dotsb +x_{n}y_{n}=\sum _{i=1}^{n}x_{i}y_{i}=x^{\mathsf {T}}y},
wobei {\displaystyle x^{\mathsf {T}}} den transponierten Vektor zu {\displaystyle x} bezeichnet und das Ergebnis eine reelle Zahl ist. Das reelle Standardskalarprodukt berechnet sich also durch Multiplikation der jeweils entsprechenden Vektorkomponenten und durch Summation über alle diese Produkte. Alternativ wird das Standardskalarprodukt statt über spitze Klammern auch durch {\displaystyle x\cdot y} oder {\displaystyle x\circ y} notiert.

### Beispiel
Das Standardskalarprodukt der beiden reellen Vektoren {\displaystyle x=(1,2,{-}3)^{\mathsf {T}}} und {\displaystyle y=(5,{-}4,1)^{\mathsf {T}}} im dreidimensionalen Raum ist
{\displaystyle \langle x,y\rangle =1\cdot 5+2\cdot (-4)+(-3)\cdot 1=5-8-3={-}6}.

### Skalarprodukt-Axiome
Das reelle Standardskalarprodukt erfüllt auf natürliche Weise die Axiome eines reellen Skalarprodukts. Es ist bilinear, das heißt linear sowohl im ersten Argument, da
{\displaystyle \langle \lambda x,y\rangle =(\lambda x_{1})y_{1}+\dotsb +(\lambda x_{n})y_{n}=\lambda (x_{1}y_{1}+\dotsb +x_{n}y_{n})=\lambda \langle x,y\rangle }   und
{\displaystyle \langle x+y,z\rangle =(x_{1}+y_{1})z_{1}+\dotsb +(x_{n}+y_{n})z_{n}=(x_{1}z_{1}+\dotsb +x_{n}z_{n})+(y_{1}z_{1}+\dotsb +y_{n}z_{n})=\langle x,z\rangle +\langle y,z\rangle },
als auch im zweiten Argument, da
{\displaystyle \langle x,\lambda y\rangle =x_{1}(\lambda y_{1})+\dotsb +x_{n}(\lambda y_{n})=\lambda (x_{1}y_{1}+\dotsb +x_{n}y_{n})=\lambda \langle x,y\rangle }   und
{\displaystyle \langle x,y+z\rangle =x_{1}(y_{1}+z_{1})+\dotsb +x_{n}(y_{n}+z_{n})=(x_{1}y_{1}+\dotsb +x_{n}y_{n})+(x_{1}z_{1}+\dotsb +x_{n}z_{n})=\langle x,y\rangle +\langle x,z\rangle }.
Weiter ist es symmetrisch, da
{\displaystyle \langle x,y\rangle =x_{1}y_{1}+\dotsb +x_{n}y_{n}=y_{1}x_{1}+\dotsb +y_{n}x_{n}=\langle y,x\rangle },
und positiv definit aufgrund von
{\displaystyle \langle x,x\rangle =x_{1}^{2}+\dotsb +x_{n}^{2}\geq 0} und
{\displaystyle \langle x,x\rangle =0\Leftrightarrow x_{1}^{2}+\dotsb +x_{n}^{2}=0\Leftrightarrow x_{1}^{2}=\dotsb =x_{n}^{2}=0\Leftrightarrow x=0}.

## Komplexes Standardskalarprodukt

### Definition
Das Standardskalarprodukt zweier komplexer Vektoren {\displaystyle x,y\in \mathbb {C} ^{n}} kann auf zwei Weisen definiert werden, entweder durch
{\displaystyle \langle x,y\rangle :={\overline {x_{1}}}y_{1}+{\overline {x_{2}}}y_{2}+\dotsb +{\overline {x_{n}}}y_{n}=\sum _{i=1}^{n}{\overline {x_{i}}}y_{i}=x^{\mathsf {H}}y}
oder durch
{\displaystyle \langle x,y\rangle :=x_{1}{\overline {y_{1}}}+x_{2}{\overline {y_{2}}}+\dotsb +x_{n}{\overline {y_{n}}}=\sum _{i=1}^{n}x_{i}{\overline {y_{i}}}=y^{\mathsf {H}}x}.
Hierbei bezeichnet der Überstrich die komplexe Konjugation und {\displaystyle x^{\mathsf {H}}} den adjungierten Vektor zu {\displaystyle x}. Das komplexe Standardskalarprodukt berechnet sich durch Multiplikation der entsprechenden Vektorkomponenten, wobei immer eine der beiden Komponenten konjugiert wird, und durch Summation über alle diese Produkte. In beiden Varianten ist das Ergebnis eine komplexe Zahl und aufgrund von {\displaystyle x^{\mathsf {H}}y=(y^{\mathsf {H}}x)^{\mathsf {H}}} unterscheiden sich diese beiden Zahlen nur bezüglich komplexer Konjugation.

### Beispiel
Das Standardskalarprodukt der beiden Vektoren {\displaystyle x=(i,2-i)^{\mathsf {T}}} und {\displaystyle y=(i-1,2)^{\mathsf {T}}} im zweidimensionalen komplexen Raum ist in der ersten Variante
{\displaystyle \langle x,y\rangle ={\bar {i}}\cdot (i-1)+{\overline {(2-i)}}\cdot 2=-i\cdot (i-1)+(2+i)\cdot 2=(1+i)+(4+2i)=5+3i}
und in der zweiten Variante
{\displaystyle \langle x,y\rangle =i\cdot {\overline {(i-1)}}+(2-i)\cdot {\bar {2}}=i\cdot (-i-1)+(2-i)\cdot 2=(1-i)+(4-2i)=5-3i}.
Beide Varianten führen also bis auf komplexe Konjugation zum gleichen Ergebnis.

### Skalarprodukt-Axiome
Die folgenden Axiome eines komplexen Skalarprodukts werden für die erste Variante aufgeführt, für die zweite Variante gelten sie analog durch Vertauschen der Konjugation. Das komplexe Standardskalarprodukt ist sesquilinear, das heißt semilinear im ersten Argument, da
{\displaystyle \langle \lambda x,y\rangle =(\lambda x)^{\mathsf {H}}y={\bar {\lambda }}(x^{\mathsf {H}}y)={\bar {\lambda }}\langle x,y\rangle }   und
{\displaystyle \langle x+y,z\rangle =(x+y)^{\mathsf {H}}z=x^{\mathsf {H}}z+y^{\mathsf {H}}z=\langle x,z\rangle +\langle y,z\rangle },
sowie linear im zweiten Argument, da
{\displaystyle \langle x,\lambda y\rangle =x^{\mathsf {H}}(\lambda y)=\lambda (x^{\mathsf {H}}y)=\lambda \langle x,y\rangle }   und
{\displaystyle \langle x,y+z\rangle =x^{\mathsf {H}}(y+z)=x^{\mathsf {H}}y+x^{\mathsf {H}}z=\langle x,y\rangle +\langle x,z\rangle }.
Weiter ist es hermitesch, da
{\displaystyle \langle x,y\rangle =x^{\mathsf {H}}y=(y^{\mathsf {H}}x)^{\mathsf {H}}={\overline {\langle y,x\rangle }}},
und positiv definit aufgrund von
{\displaystyle \langle x,x\rangle =x^{\mathsf {H}}x=|x_{1}|^{2}+\dotsb +|x_{n}|^{2}\geq 0} und
{\displaystyle \langle x,x\rangle =0\Leftrightarrow x^{\mathsf {H}}x=0\Leftrightarrow |x_{1}|^{2}+\dotsb +|x_{n}|^{2}=0\Leftrightarrow |x_{1}|^{2}=\dotsb =|x_{n}|^{2}=0\Leftrightarrow x_{1}=\dotsb =x_{n}=0\Leftrightarrow x=0},
wobei {\displaystyle |\cdot |} der Betrag einer komplexen Zahl ist. In der zweiten Variante ist das Standardskalarprodukt linear im ersten und semilinear im zweiten Argument. Aus dem komplexen Fall erhält man den reellen Fall durch Weglassen der Konjugation und der Beträge sowie durch Ersetzen der Adjungierung durch die Transposition.

## Eigenschaften

### Cauchy-Schwarz-Ungleichung
Das Standardskalarprodukt erfüllt wie jedes Skalarprodukt die Cauchy-Schwarz-Ungleichung, das heißt für alle {\displaystyle x,y\in {\mathbb {K} }^{n}} mit {\displaystyle {\mathbb {K} }=\mathbb {R} } oder {\displaystyle {\mathbb {K} }=\mathbb {C} } gilt
{\displaystyle \left|\langle x,y\rangle \right|^{2}\leq \langle x,x\rangle \cdot \langle y,y\rangle }.
Im reellen Fall können dabei die Betragsstriche auf der linken Seite weggelassen werden. Die Cauchy-Schwarz-Ungleichung ist eine der zentralen Ungleichungen der linearen Algebra und der Analysis. Beispielsweise folgt aus der Cauchy-Schwarz-Ungleichung, dass das Standardskalarprodukt eine stetige Funktion {\displaystyle \langle \cdot ,\cdot \rangle \colon {\mathbb {K} ^{n}}\times {\mathbb {K} ^{n}}\rightarrow {\mathbb {K} }} ist.

### Verschiebungseigenschaft
Das Standardskalarprodukt besitzt folgende Verschiebungseigenschaft für alle Matrizen {\displaystyle A\in \mathbb {R} ^{m\times n}} und alle Vektoren {\displaystyle x\in \mathbb {R} ^{n},y\in \mathbb {R} ^{m}}:
{\displaystyle \langle Ax,y\rangle =(Ax)^{\mathsf {T}}y=x^{\mathsf {T}}A^{\mathsf {T}}y=x^{\mathsf {T}}(A^{\mathsf {T}}y)=\langle x,A^{\mathsf {T}}y\rangle },
wobei {\displaystyle A^{\mathsf {T}}} die transponierte Matrix von {\displaystyle A} ist. Analog dazu gilt für das komplexe Standardskalarprodukt für alle Matrizen {\displaystyle A\in \mathbb {C} ^{m\times n}} und alle Vektoren {\displaystyle x\in \mathbb {C} ^{n},y\in \mathbb {C} ^{m}}
{\displaystyle \langle Ax,y\rangle =(Ax)^{\mathsf {H}}y=x^{\mathsf {H}}A^{\mathsf {H}}y=x^{\mathsf {H}}(A^{\mathsf {H}}y)=\langle x,A^{\mathsf {H}}y\rangle },
wobei {\displaystyle A^{\mathsf {H}}} die adjungierte Matrix von {\displaystyle A} ist.

### Unitäre Invarianz
Das reelle Standardskalarprodukt ändert sich unter orthogonalen Transformationen nicht, das heißt für eine orthogonale Matrix {\displaystyle A\in {\mathbb {R} }^{n\times n}} gilt mit der Verschiebungseigenschaft
{\displaystyle \langle Ax,Ay\rangle =\langle x,A^{\mathsf {T}}Ay\rangle =\langle x,A^{-1}Ay\rangle =\langle x,Iy\rangle =\langle x,y\rangle },
wobei {\displaystyle A^{-1}} die inverse Matrix und {\displaystyle I} die Einheitsmatrix der Größe {\displaystyle n\times n} ist. Solche Transformationen sind typischerweise Drehungen um den Nullpunkt oder Spiegelungen an einer Ebene durch den Nullpunkt. Analog dazu ist das komplexe Standardskalarprodukt invariant unter unitären Transformationen, das heißt für eine unitäre Matrix {\displaystyle A\in {\mathbb {C} }^{n\times n}} gilt entsprechend
{\displaystyle \langle Ax,Ay\rangle =\langle x,A^{\mathsf {H}}Ay\rangle =\langle x,A^{-1}Ay\rangle =\langle x,Iy\rangle =\langle x,y\rangle }.

## Abgeleitete Begriffe

### Winkel
Über das reelle Standardskalarprodukt wird der Winkel {\displaystyle \varphi } zwischen zwei Vektoren {\displaystyle x,y\in {\mathbb {R} }^{n}\setminus \{0\}} durch
{\displaystyle \cos(\varphi )={\frac {\langle x,y\rangle }{{\sqrt {\langle x,x\rangle }}\,{\sqrt {\langle y,y\rangle }}}}={\frac {x_{1}y_{1}+\dotsb +x_{n}y_{n}}{{\sqrt {x_{1}^{2}+\dotsb +x_{n}^{2}}}\,{\sqrt {y_{1}^{2}+\dotsb +y_{n}^{2}}}}}}
definiert. Aufgrund der Cauchy-Schwarz-Ungleichung ist der Nenner dieses Bruchs mindestens so groß wie der Betrag des Zählers und somit liegt der Winkel {\displaystyle \varphi } im Intervall {\displaystyle [0,\pi ]}, also zwischen {\displaystyle 0^{\circ }} und {\displaystyle 180^{\circ }}. Sind die beiden Vektoren {\displaystyle x} und {\displaystyle y} Einheitsvektoren, dann entspricht der Kosinus des von den beiden Vektoren eingeschlossenen Winkels gerade ihrem Standardskalarprodukt. Für Winkel zwischen komplexen Vektoren gibt es eine Reihe unterschiedlicher Definitionen.

### Orthogonalität
Sowohl im reellen, als auch im komplexen Fall werden zwei Vektoren orthogonal (rechtwinklig) genannt, wenn ihr Standardskalarprodukt
{\displaystyle \langle x,y\rangle =0}
ist. Dies entspricht im reellen Fall dann gerade einem rechten Winkel von {\displaystyle \varphi =\arccos 0={\tfrac {\pi }{2}}=90^{\circ }} zwischen den beiden Vektoren, sofern diese ungleich dem Nullvektor sind.
Betrachtet man eine Ursprungsgerade, Ursprungsebene oder allgemein einen {\displaystyle k}-dimensionalen Untervektorraum {\displaystyle U} des {\displaystyle n}-dimensionalen reellen oder komplexen Raums und ist {\displaystyle \{u_{1},\dotsc ,u_{k}\}} eine Orthonormalbasis von {\displaystyle U}, dann ist
{\displaystyle y=\langle x,u_{1}\rangle u_{1}+\dotsb +\langle x,u_{k}\rangle u_{k}\in U}
die Orthogonalprojektion eines Vektors {\displaystyle x} des Ausgangsraums auf diesen Unterraum. Dabei liegt der Differenzvektor {\displaystyle x-y} im orthogonalen Komplement von {\displaystyle U}, er steht also senkrecht auf allen Vektoren des Unterraums, das heißt, es gilt {\displaystyle \langle x-y,u\rangle =0} für alle Vektoren {\displaystyle u\in U}.

### Norm
Die von dem Standardskalarprodukt abgeleitete (induzierte) Norm eines reellen oder komplexen Vektors
{\displaystyle \|x\|={\sqrt {\langle x,x\rangle }}={\sqrt {|x_{1}|^{2}+|x_{2}|^{2}+\dotsb +|x_{n}|^{2}}}}
heißt euklidische Norm. Diese Definition ist wohldefiniert, da das Skalarprodukt eines Vektors mit sich selbst reell und nichtnegativ ist. Im reellen Fall können die Betragsstriche auch weggelassen werden. Mit der euklidischen Norm kann die Länge eines Vektors bestimmt werden.

### Metrik
Von der euklidischen Norm wird wiederum der euklidische Abstand zweier Vektoren
{\displaystyle d(x,y)=\|x-y\|={\sqrt {\langle x-y,x-y\rangle }}={\sqrt {|x_{1}-y_{1}|^{2}+\dotsb +|x_{n}-y_{n}|^{2}}}}
abgeleitet. Auch hier können im reellen Fall die Betragsstriche weggelassen werden. Mit diesem Abstandsbegriff erhält man eine Metrik und von dieser Metrik eine Topologie, die Standardtopologie auf dem {\displaystyle \mathbb {R} ^{n}} bzw. {\displaystyle \mathbb {C} ^{n}}.

## Verallgemeinerungen

### Endlichdimensionale Vektorräume
Die bisherigen Überlegungen lassen sich von den Standardräumen {\displaystyle \mathbb {R} ^{n}} bzw. {\displaystyle \mathbb {C} ^{n}} auch auf allgemeine reelle oder komplexe Vektorräume {\displaystyle V} endlicher Dimension {\displaystyle n} übertragen. Ist {\displaystyle \{e_{1},\dotsc ,e_{n}\}} eine Orthonormalbasis von {\displaystyle V} bezüglich eines (beliebigen) Skalarprodukts {\displaystyle \langle \cdot ,\cdot \rangle }, dann hat jeder Vektor {\displaystyle v\in V} die Komponentendarstellung
{\displaystyle v=\sum _{i=1}^{n}v_{i}e_{i}} mit   {\displaystyle v_{i}=\langle v,e_{i}\rangle } für {\displaystyle i=1,\dotsc ,n},
wobei {\displaystyle v_{i}e_{i}} die Komponenten des Vektors zu dieser Basis und die Faktoren {\displaystyle v_{i}\in {\mathbb {K} }} die Koordinaten des Vektors sind. Die Koordinaten sind dabei die Längen der Orthogonalprojektionen des Vektors auf die jeweiligen Basisvektoren. Das Skalarprodukt zweier Vektoren {\displaystyle v,w\in V} kann dann über das Standardskalarprodukt der Koordinatenvektoren durch
{\displaystyle \langle v,w\rangle =\left\langle \sum _{i=1}^{n}v_{i}e_{i},\sum _{j=1}^{n}w_{j}e_{j}\right\rangle =\sum _{i=1}^{n}\sum _{j=1}^{n}{\bar {v}}_{i}w_{j}\langle e_{i},e_{j}\rangle =\sum _{i=1}^{n}{\bar {v}}_{i}w_{i}}
berechnet werden, wobei entsprechende Darstellungen auch in der anderen komplexen Variante und im reellen Fall gelten. Interpretiert man reelle oder komplexe Matrizen als entsprechend lange (Spalten-)Vektoren, dann entspricht das Standardskalarprodukt solcher Vektoren gerade dem Frobenius-Skalarprodukt der zugehörigen Matrizen.

### Folgenräume
Das Standardskalarprodukt kann auch auf Folgen und damit auf unendlichdimensionale Vektorräume verallgemeinert werden. Allerdings muss dabei der zugrundeliegende Folgenraum eingeschränkt werden, damit das Skalarprodukt endlich bleibt. Hierzu betrachtet man den Raum {\displaystyle \ell ^{2}} der reell- oder komplexwertigen Folgen {\displaystyle (a_{i})_{i\in \mathbb {N} }=(a_{1},a_{2},\dotsc )\in {\mathbb {K} }^{\mathbb {N} }}, für die
{\displaystyle \sum _{i=1}^{\infty }|a_{i}|^{2}<\infty }
gilt. Das {\displaystyle \ell ^{2}}-Skalarprodukt zweier solcher quadratisch summierbarer Folgen {\displaystyle (a_{i})_{i\in \mathbb {N} },(b_{i})_{i\in \mathbb {N} }\in \ell ^{2}} ist dann durch
{\displaystyle \left\langle (a_{i}),(b_{i})\right\rangle _{\ell ^{2}}=\sum _{i=1}^{\infty }{\bar {a}}_{i}b_{i}}
definiert. Allgemeiner kann man auch statt der natürlichen Zahlen eine beliebige Indexmenge {\displaystyle I} wählen und betrachtet dann den Raum {\displaystyle \ell ^{2}(I)} der quadratisch in {\displaystyle I} summierbaren Folgen mit dem Skalarprodukt
{\displaystyle \left\langle (a_{i}),(b_{i})\right\rangle _{\ell ^{2}(I)}=\sum _{i\in I}{\bar {a}}_{i}b_{i}}.
In beiden Fällen erhält man wiederum durch Weglassen der Konjugation den reellen Fall und durch Verlagerung der Konjugation auf die zweite Komponente die andere komplexe Variante.